# سید عسکر موسوی
سید عسکر موسوی نویسنده و تاریخ‌نگار معاصر افغانستان است. وی از محققان ارشد برنامه تحقیق دانشگاه آکسفورد می‌باشد. اثر ارزشمند او تحت عنوان هزاره‌های افغانستان می‌باشد که در ۲۹ ژانویه ۲۰۰۹ توسط دانشگاه کمبریج به چاپ رسیده‌است.
سید عسکر موسوی زادهٔ ۱۹۵۶ (میلادی) در خانوده‌ای متعلق به گروه قومی هزاره در منطقهٔ کارته سخی شهر کابل است.
سید عسکر موسوی در دانشگاه شرق انگلستان و کالج سنت آنتونی، آکسفورد تحصیل کرده‌است. سید عسکر موسوی چهره برجسته «مبارزات فرهنگی» مجاهدین افغانستان در ایران در زمان اشغال روسیه بود.